# Guillem III de Borgonya
Guillem III de Borgonya dit l'Infant (nascut cap a 1110, mort l'1 de març de 1127) fou comte palatí de Borgonya, i comte de Mâcon.
Fill únic del comte Guillem II de Borgonya dit l'Alemany, i d'Agnès de Zähringen (filla de Bertold II de Zähringen), va succeir el gener de 1125 al seu pare, víctima d'un complot organitzat per certs barons rebels.
Era encara un adolescent quan fou assassinat a l'església abacial de Payerne (Suïssa) amb Pere i Felip de Glane així com d'altres nobles cavallers.
El seu cosí, el comte Renald III de Borgonya (el fill del seu besoncle Esteve I de Borgonya) va esdevenir l'únic comte palatí de Borgonya el 1127.